# Rocòdrom

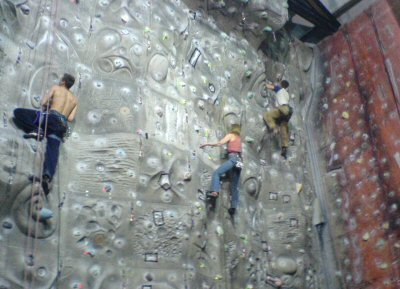
Rocòdrom.

Un rocòdrom és una instal·lació preparada específicament per a practicar l'escalada amb l'objectiu d'evitar desplaçar-se a la muntanya. Està equipat amb preses i assegurances. La seva forma i mida són lliures tot i estar condicionats per la forma de l'edifici on s'ubiqui.
A Espanya la norma que regula la construcció de rocòdroms és la UNE EN 12572.

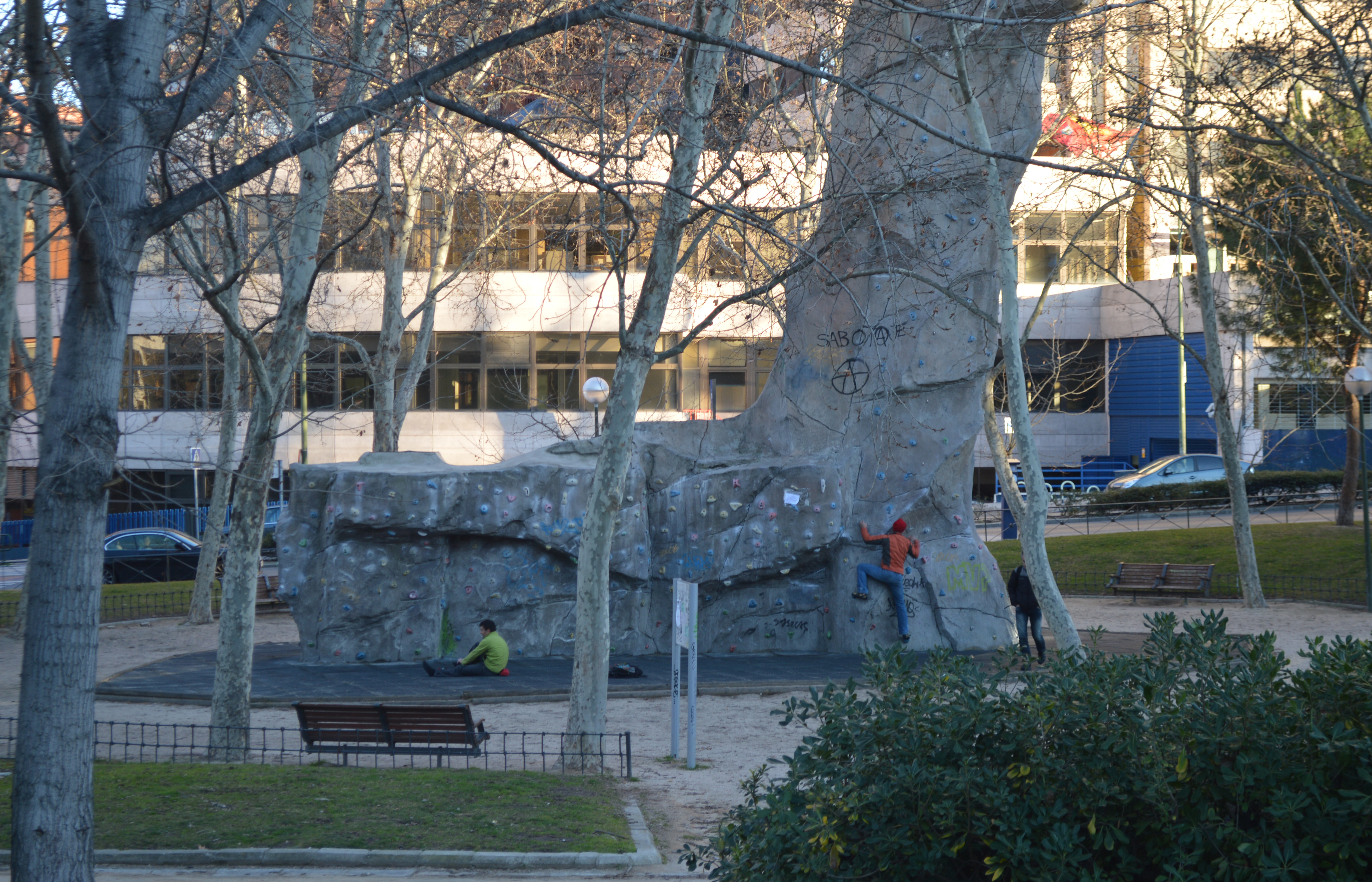
Rocòdrom al Parque de Roma (Madrid)

## Formes

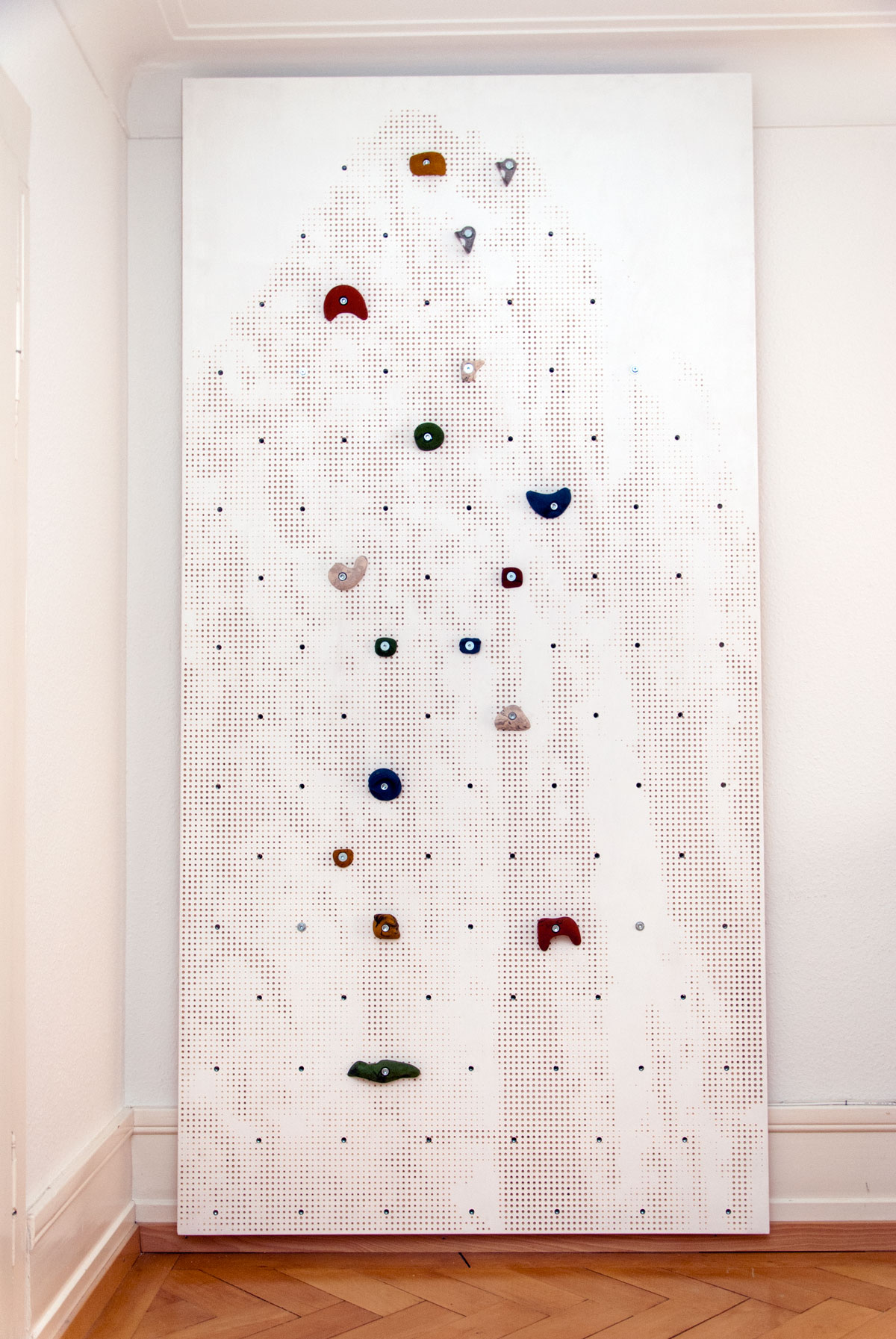
Rocòdrom per a nens amb la imatge del cim Fitz Roy

Els rocòdroms es poden construir de moltes formes:
- Estructura metàl·lica i polièster reforçat amb fibra de vidre: Panells de resina imitant la roca en funció del gust estètic de l'empresa, s'utilitzen a l'exterior.
- Estructura metàl·lica i fusta: La fusta és normalment laminada. A vegades la fusta es tracta amb resines i àrids per donar-li una textura més adherent.
- Estructura metàl·lica i formigó projectat

## Equipament

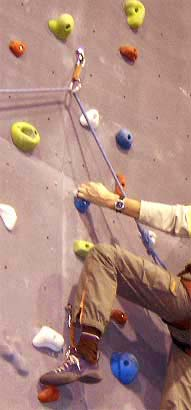
Preses i assegurances.

- Preses. Objectes de diferents mides, formes i colors, que simulen els suports que es poden trobar a una paret a la muntanya. Es fixen a les planxes del rocòdrom amb cargols allen, sovint de mida 8 o superior i es pot variar la seva posició a voluntat, el que fa que canviï la seva forma d'ús i que una mateixa presa ofereixi moltes possibilitats de dificultat. Els materials de fabricació poden ser resines de polièster, poliuretà o de resina epoxídica.
- Assegurances. La posició de les assegurances ha de seguir el disposat per la norma europea, es tracta de plaquetes d'acer inoxidable que s'han d'ancorar mitjançant un cargol de la mateixa estructura del rocòdrom.
- Reunions Les vies solen disposar al final de cadascuna d'una assegurança, formada normalment per una anella i un mosquetó d'acer soldat amb tancament de filferro.

## Rocòdroms de competició
Tot i que als inicis de l'escalada esportiva les competicions es feien a parets naturals, aviat es van traslladar als rocòdroms les competicions i avui en dia s'hi celebren totes les competicions oficials del calendari internacional, havent aquests de complir els paràmetres determinats pels organismes competents.
Els paràmetres que regeixen com ha de ser un rocòdrom de competició, en funció de la seva categoria, són:
- Competicions Internacionals: IFSC (International Federation Sport Climbing).
- Competicions Nacionals: FEDME (Federación Española de Deportes de Montaña y Escalada).

- Climbing Wall Association, a US non-profit, industry trade association